# Kees van Eendenburg

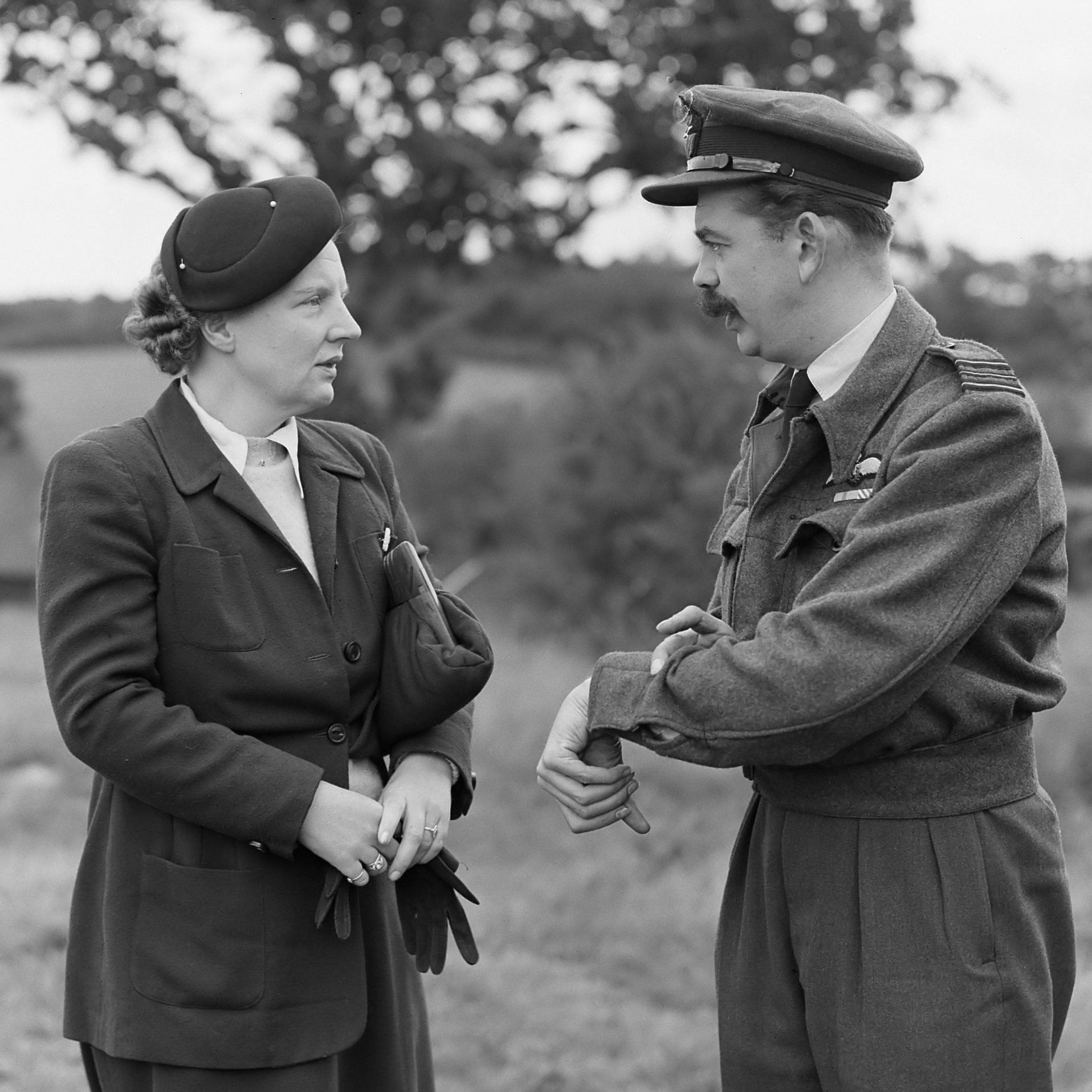
Prinses Juliana en Kees van Eendenburg (1944)

Leendert Carel Marie van Eendenburg (Batavia, Nederlands-Indië, 29 december 1914 – Wassenaar, 4 september 1966) was Engelandvaarder en oorlogsvlieger.
Kees van Eendenburg studeerde aan de Leidse Universiteit toen de oorlog uitbrak. Met Karel Michielsen besloot hij acht weken na de bezetting om naar Engeland te gaan. Van Eendenburg had een 12-voets jol, zonder motor, en op vrijdag 5 juli 1940 staken ze daarin de Noordzee over. Ze waren de eerste Engelandvaarders die de Noordzee succesvol overstaken. Na hen is dat nog talloze malen door anderen geprobeerd.

## DeBebèk
Met paard en wagen brachten ze de boot van de Kaag naar het strand, vlak bij Oegstgeest waar hij woonde. Bij vrienden die aan de boulevard woonden werden eten, water, zwemvesten etc opgeslagen. Er sloot zich nog een derde student bij hen aan, Fred Vas Nunes. De Duitsers keken toe hoe ze wekenlang in zwembroek gehuld regelmatig oefenden om door de branding te komen, want dat was de eerste belangrijke hindernis. Michielsen was roeier bij Njord en moest de jol door de branding roeien.
Toen het bericht kwam dat er geen schepen meer op het strand mochten zijn, konden ze de vlucht niet uitstellen, hoewel het slecht weer was. De Duitsers vroegen belangstellend wat ze gingen doen, waarop ze uitlegden dat ze, vanwege het nieuwe verbod, de jol naar Scheveningen gingen brengen. Zo mochten ze toch vertrekken. Toen de Duitsers merkten dat ze niet naar Scheveningen koersten, was het bootje buiten bereik van hun geweren. 
Na twee dagen arriveerden ze in Engeland waar ze door de koningin thuis op Roehampton Park werden ontvangen. Zonder overleg met de regering gaf ze ieder het Bronzen Kruis.
Na aankomst werd door Radio Oranje het bericht "De Bebèk is aangekomen" uitgezonden. Dat was voor een goed verstaander een duidelijke verwijzing naar Van Eendenburg - Bebèk is Maleis voor Eend. Volgens sommige berichten was Bebèk de naam van de jol.

## Vlieger
Van Eendenburg maakte deel uit van het 322 Dutch Squadron RAF. Op 1 september 1944 vertrokken Squadron Leader majoor K C Kuhlmann en de Flightcommanders Jan Leendert Plesman (1919-1944) en Van Eendenburg voor een bewapende verkenningsvlucht. Nadat verschillende gronddoelen waren aangevallen, werd Kuhlmann, waarschijnlijk door FLAK, neergeschoten en gevangengenomen. Plesman werd neergeschoten en van hem is nooit meer iets gehoord. Van Eendenburg werd bij Lille neergeschoten. Hij maakt een buiklanding en ontsnapte aan de Duitsers. Op 11 september kwam hij terug bij zijn squadron, op 12 september volgde hij Kuhlmann als Squadron Leader op. Hij ging vrij snel na de oorlog uit dienst en overleed op 4 september 1966.

## Onderscheidingen
- Bronzen Kruis, KB nr 3 van 19 augustus 1940[3] (Reserve-tweede luitenant van het Wapen der Artillerie)
- Vliegerkruis, KB nr 8 van 6 januari 1944[4] (Reserve-eerste luitenant-vlieger van het Wapen der Militaire Luchtvaart)
- Oorlogsherinneringskruis met gesp[5]
- Badge of Royal Air Force Pilot